# Olha Kryhina
Olha Kryhina –en ucraniano, Ольга Кригіна– (2 de junio de 1982) es una deportista ucraniana que compitió en lucha libre. Ganó una medalla de bronce en el Campeonato Europeo de Lucha de 2003, en la categoría de 59 kg.

## Palmarés internacional
| Campeonato Europeo | Campeonato Europeo | Campeonato Europeo | Campeonato Europeo |
| Año                | Lugar              | Medalla            | Categoría          |
| ------------------ | ------------------ | ------------------ | ------------------ |
| 2003               | Riga (Letonia)     | Medalla de bronce  | 59 kg              |